# مارگاریت سارواریان
مارگاریت سارواریان (ارمنی: Մարգարիտ Սարվարյան؛  زادهٔ ۱۸۸۵ - درگذشته ۱۹۵۲) کارشناس علوم پرورشی ارمنی‌تبار اهل ایران بود که بنیان‌گذار نخستین کودکستان تهران بوده است.

## زندگی‌نامه
وی با نام دوشیزگی مارگاریت هاروتیونیان ارمنی: Մարգարիտ Հարությունյան در ۱۸۸۵ در تفلیس به دنیا آمد . وی در مدرسه هایکازیان فعالیت می‌کرد. وی در ۱۹۵۲ در سن ۶۷ سالگی در تهران درگذشت و آرامستان بوراستان تهران به خاک سپرده شد.

## نگارخانه

معلم و دانش اموزان مدرسهٔ هایکازیان، ۱۹۱۴–۱۹۱۵ و ۱۹۲۱–۱۹۲۲